# Hażlach
Hażlach (deutsch Haslach; tschechisch Hazlach) ist ein Dorf im Powiat Cieszyński der Woiwodschaft Schlesien in Polen. Es ist Sitz der gleichnamigen Landgemeinde mit 10.919 Einwohnern (Stand 31. Dezember 2020). Die Gemeinde gehört zur Euroregion Teschener Schlesien.

## Geographie

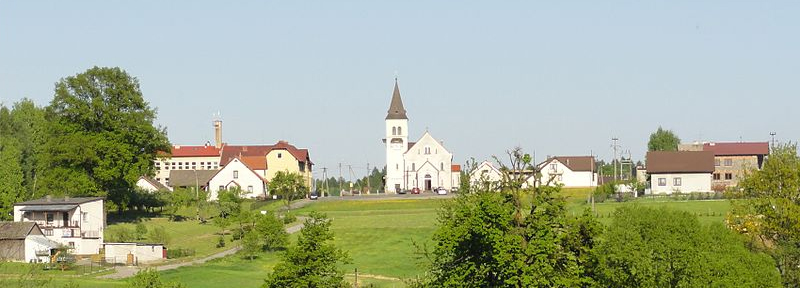
Ortsmitte mit katholischer Kirche

Hażlach liegt an der Grenze des Schlesischen Vorgebirges (Pogórze Śląskie, im Süden) und des Ostrauer Beckens (Kotlina Ostrawska, im Norden), am Olsa-Zufluss Piotrówka, etwa 28 km westlich von Bielsko-Biała und 60 km südlich von Katowice im Powiat (Kreis) Cieszyn.
Das Dorf hat eine Fläche von 1233 ha.
Nachbarorte sind Kończyce Wielkie im Norden, Rudnik im Nordosten, Dębowiec im Osten, Kostkowice im Südosten, Zamarski im Süden, die Stadt Cieszyn im Südwesten, Brzezówka im Westen.

## Geschichte
Das Dorf liegt im Teschner Schlesien. Im Jahre 1290, in der Zeit des polnischen Partikularismus, entstand das neue Herzogtum Teschen. Die Entstehung bedingte eine Kolonisationsbewegung. Das Dokument Liber fundationis episcopatus Vratislaviensis (Zehntregister des Bistums Breslau) von etwa 1305 zeigte ungefähr siebzehn neue Dörfer im Herzogtum auf, unter anderem Item in Hesleth debent esse viginti mansi (was bedeutet Auch das Dorf Hesleth soll das Zehnt von 20 Hufen zahlen). Der Name stammt aus dem Bairischen Dialekt und bedeutet Hasel—ach, die Stelle wo Haseln wachsen, oder ist vom ahd. hasala (Hasselnuss) und aha (fließendes Wasser) abgeleitet, ziemlich verbreitet im oberdeutschen Raum aber fremd in ostdeutschen Raum. Das Tal des Flusses Piotrówka scheint von deutschen Siedlern besiedelt gewesen zu sein, entstanden damals auch andere Dörfer wie Cunczindorf (heute Kończyce Wielkie und Kończyce Małe), Siffridi villa (später Seifersdorf, heute Zebrzydowice), villa Petri (später Petersdorf, heute Petrovice u Karviné) oder Ditmarri villa (später Dittmarsdorf, heute Dětmarovice).
Seit 1327 bestand das Herzogtum Teschen die Lehensherrschaft des Königreichs Böhmen und seit 1526 gehörte es zur Habsburgermonarchie.
Die Pfarrei Hazelach im Teschener Dekanat wurde im Peterspfennigregister des Jahres 1447 erwähnt. Nach 1540 erfolgte unter Wenzel III. Adam die Reformation und die Kirche wurde von Lutheranern übernommen. Eine Sonderkommission gab sie am 18. April 1654 an die Katholiken zurück.
Ab 1796 gehörte das Dorf zur Teschener Kammer.
Nach der Aufhebung der Patrimonialherrschaften bildete er ab 1850 eine Gemeinde in Österreichisch-Schlesien, Bezirk Teschen und Gerichtsbezirk Teschen. Derweil nahm die ethnographische Gruppe der Teschener Walachen deutliche Gestalt an, wohnhaft auch in Hażlach, traditionell Teschener Mundarten sprechend.
1920, nach dem Zusammenbruch der k.u.k. Monarchie und des Polnisch-Tschechoslowakischen Grenzkriegs kam Hażlach zu Polen. Es gehörte danach zu der autonomen Woiwodschaft Schlesien, Powiat Cieszyński. Unterbrochen wurde dies nur durch die Besetzung Polens durch die Wehrmacht im Zweiten Weltkrieg. Es gehörte dann zum Landkreis Teschen im Regierungsbezirk Kattowitz in der Provinz Schlesien (seit 1941 Provinz Oberschlesien).
Von 1975 bis 1998 gehörte Hażlach zur Woiwodschaft Bielsko-Biała.

### Einwohnerentwicklung
In den Jahren 1880 bis 1910 hatte das Dorf etwa 1300 Einwohner, es waren überwiegend Polnischsprachige (zwischen 95,6 % 1880 und 99,3 % 1910) und 4,4 % Deutschsprachige (1880). Im Jahre 1910 waren 62,6 % römisch-katholisch, 36,8 % evangelisch, acht Einwohner waren Juden.

## Religion
Die katholische Pfarrei gehört zum Bistum Bielsko-Żywiec, Dekanat Goleszów. Die evangelische Filialgemeinde gehört zur Pfarrei Cieszyn, Diözese Cieszyn.

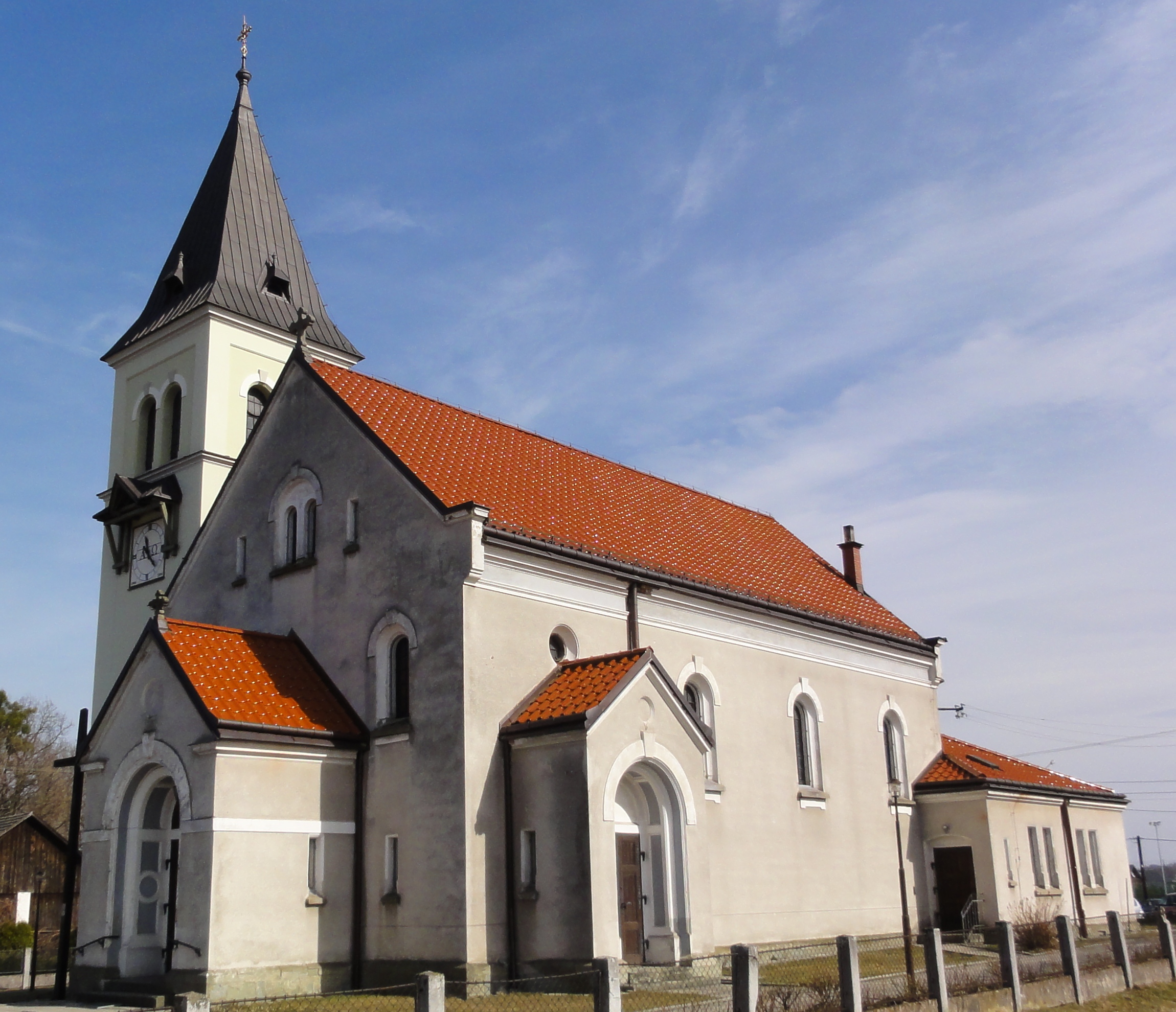
Katholische Kirche
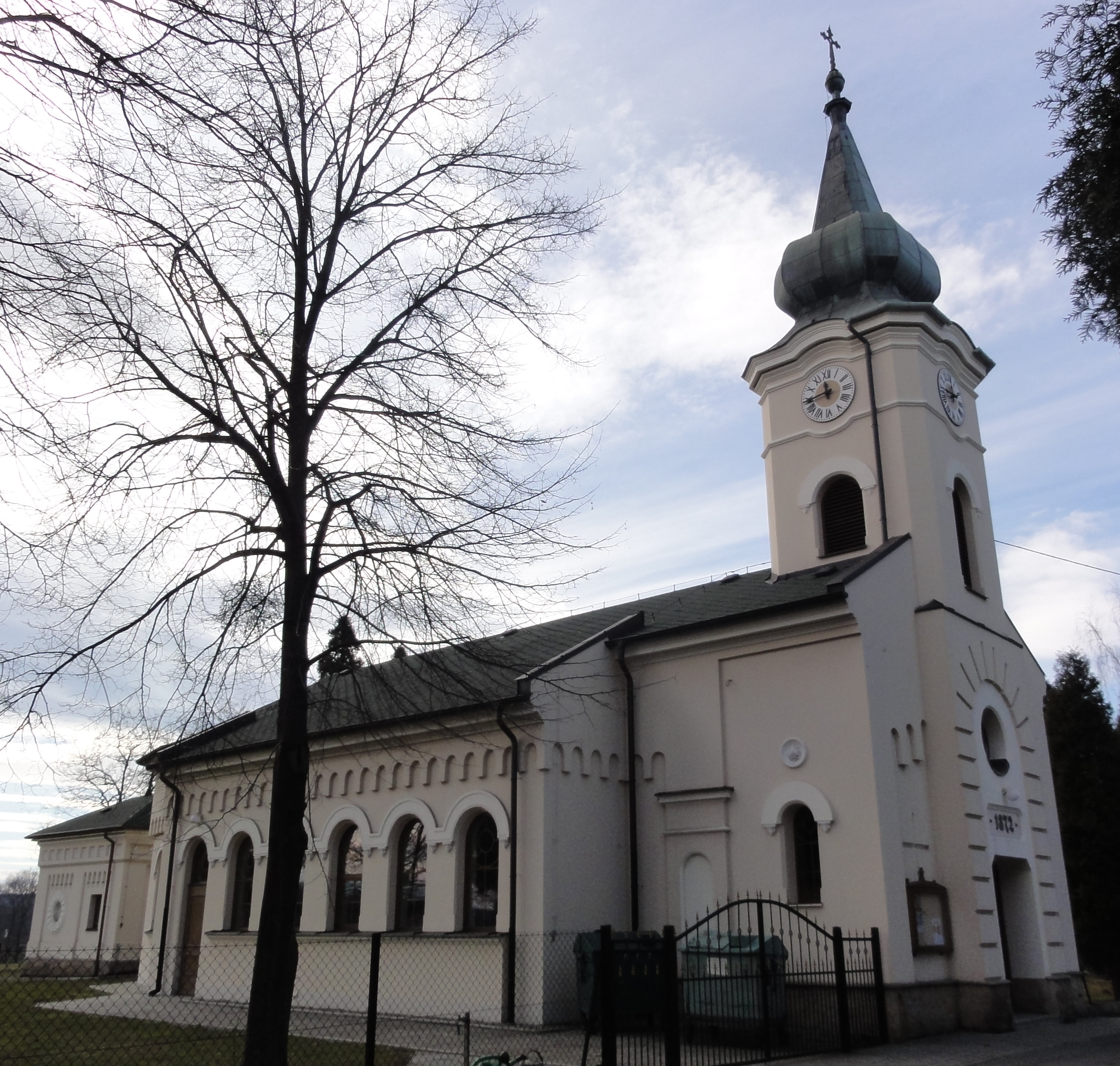
Evangelische Filialkirche

## Gemeinde

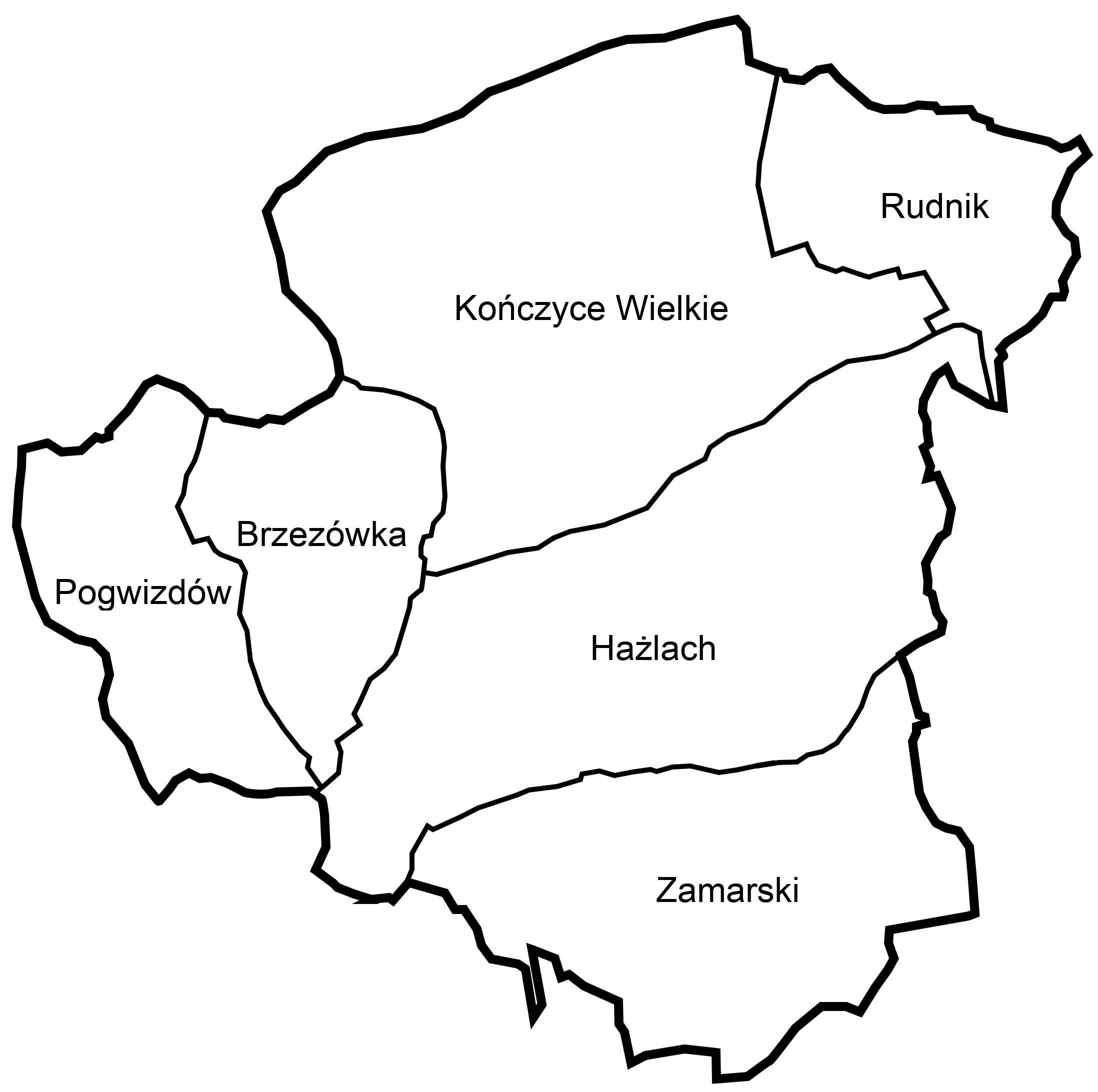
Dörfer in der Gemeinde

Zur Landgemeinde (gmina wiejska) Hażlach gehören das Dorf selbst und fünf weitere Dörfer mit Schulzenämtern (sołectwa).

## Verkehr
Durch Hażlach verläuft die Woiwodschaftsstraße DW937 (nach Jastrzębie-Zdrój) und DW938, die Cieszyn mit Pawłowice und der DW81 verbindet.